# پادشاهی یاماتو

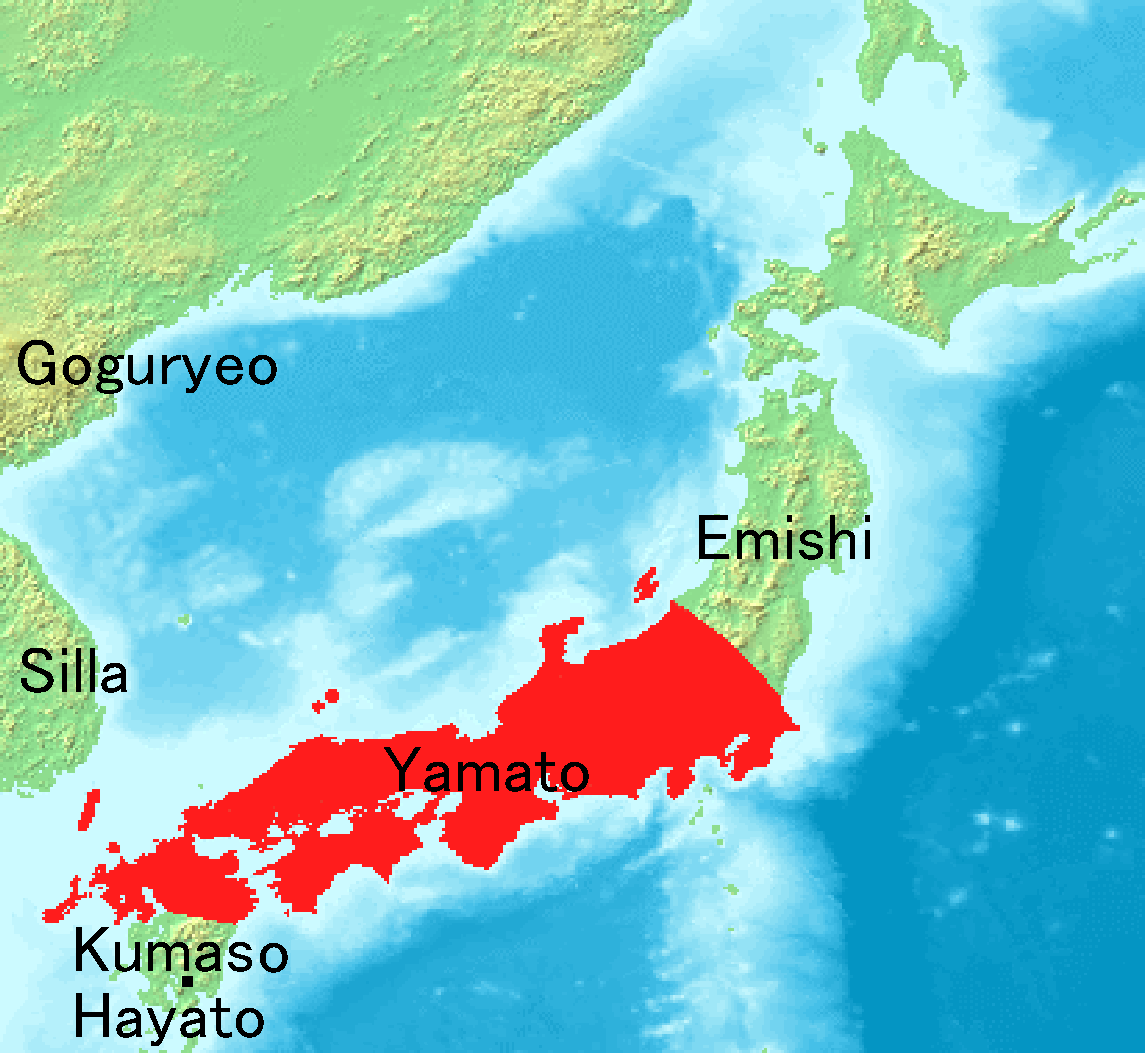

پادشاهی یاماتو (به ژاپنی: ヤマト王権 Yamato Oken) به دودمان اشرافی‌ای گفته می‌شود که از قرن سوم میلادی در دوره کوفون قدرت را در نواحی بزرگی از ژاپن از شمال کیوشو تا چوبو در دست داشتند. پادشاهی یاماتو از اتحاد چندین خاندان اشرافی به وجود آمده بود. این دودمان اجداد خاندان امپراتوری ژاپن به‌شمار می‌آید.